# عهد ديب
عهد ديب (22 يناير 1980-)، ممثلة سورية.

## حياتها
شاركت في العديد من الأعمال السورية، ولعبت العديد من الأدوار المهمة، أهمها خيرية في باب الحارة زوجة العقيد معتز الذي يقوم بدوره الفنان وائل شرف، وأيضاً في جزئيه السابع والثامن، ولعبت دوراً مهماً في مسلسل نساء من هذا الزمن الذي عرض في رمضان 2013، وغيرها من الأدوار.

## حياتها الخاصة
كانت زوجة للفنان جلال الطويل لكنهما انفصلا بسبب الأحداث في سوريا، وبعدها أعلنت نقابة الفنانين السورين خطوبة عهد من المخرج يزن أبو حمدة وزواجهما.

## أعمالها
- لعنة الطين (2010)
- الدبور (2011)
- سوق الورق (2011)
- زنود الست (2012)
- زمن البرغوت (2013)
- فتت لعبت (2013)
- صرخة روح (2013)
- نساء من هذا الزمن (2013) بدور "فاتنة"
- القربان (2014)
- باب الحارة (الجزء السادس) (2014) بدور "خيرية"
- صبايا 6 (2014)
- بواب الريح (2014)
- باب الحارة 7 (2015) بدور "خيرية"
- دامسكو (2015) بدور "هدى"
- عناية مشددة (2015) بدور "مايا"
- مذنبون أبرياء (2016)
- سليمو وحريمو (2016)
- باب الحارة (الجزء الثامن) (2016) بدور "خيرية"
- لست جارية (2016)
- الخان (2016)
- باب الحاره الجزء التاسع ( ٢٠١٧)بدور خيريه
- بقعة ضوء 7 (2017)
- الإمام (2017) بدور "بثينة"
- رائحة روح ٢٠١٨
- ولاد سلطان ٢٠٢٠
- قرار وزير ٢٠٢٣
- ضيف على غفله ٢٠٢٣
- حريم شاويش ٢٠١٨
- ٢٠٢٠ حارس قدس
- مسلسل. رماد الورد ٢٠٢٤
- هيك اتطلقنا ٢٠٢٤
- عزك ياشام٢٠٢٤

## وصلات خارجية
- عهد ديب على موقع قاعدة بيانات الأفلام العربية